# In the Mood (Rush)
"In the Mood" är en låt av Rush. Låten släpptes som singel och återfinns på albumet Rush, utgivet 1974.
Låten spelades 1 031 gånger live av Rush innan de slutade. Den sista gången var dock så tidigt som 29 juni 1990.

## Medverkande
- Geddy Lee – sång, elbas
- Alex Lifeson – gitarr, sång
- John Rutsey – trummor, sång